# Эрадзе, Георгий Гиулевич
Георгий Гиулевич Эра́дзе (груз. გია ერაძე, 3 октября 1978 год, Тбилиси, Грузинская ССР) — цирковой продюсер, заслуженный артист России, Заслуженный артист Грузии, директор и художественный руководитель продюсерского центра «Королевский цирк Гии Эрадзе».

## Биография
Родился в Тбилиси, Грузия, 3 октября 1978 года. Творческую деятельность начал там же, в цирке в г. Тбилиси в 1989 году в качестве ассистента в конном аттракционе «Джигиты Грузии» под руководством Народной артистки Грузии Наны Мелкадзе. Работу в цирке совмещал с учёбой в Тбилисской школе № 1, параллельно занимаясь в детской цирковой студии им. Г. Г. Гарсеванишвили. В 1990 году был принят в Национальный Грузинский коллектив в аттракцион «Интеркосмос» под руководством А. Перадзе, где вплоть до 1995 года репетировал в качестве воздушного гимнаста. В этот же период продолжал работать в аттракционе «Джигиты Грузии», в качестве «джигита».
В 1996 году Г. Эрадзе создал свой первый аттракцион с экзотическими животными «Жизнь Фауны». В 1998 году артист начал гастрольный тур по России в составе цирковых программ «Ростовского государственного цирка на сцене».
С 14 апреля 2007 года Георгий Гиулевич работает в компании «Росгосцирк», а 1 марта 2008 года был назначен директором коллектива «Пять Континентов».
Г. Эрадзе не раз приглашался на творческие руководящие посты в цирковые государственные организации. Он занимал должность заместителя генерального директора по творческой деятельности Федерального казенного предприятия «Росгосцирк», а также являлся художественным руководителем «Большого Санкт-Петербургского государственного цирка на Фонтанке».
В январе 2019 года Гии Эрадзе вместе со своим коллективом представлял «Росгосцирк» на главном цирковом фестивале мира в Монте - Карло. Единогласным решением Жюри и Её Высочества Принцессы Монако Стефании главная награда фестиваля «Золотой Клоун» была присуждена коллективу «Королевский цирк». Помимо главных наград, артисты Королевского цирка Гии Эрадзе удостоены 8-и специальных призов.
В апреле 2019 года — назначен художественным руководителем — главным режиссёром Российской государственной цирковой компании.
23 января 2020 года — уволился с должности главного режиссера и художественного руководителя «Росгосцирка», объяснив это собственными творческими планами.

## Награды[5]
- Заслуженный деятель циркового искусства Грузии;
- Почетная Грамота Министерства культуры РФ;
- Почетная грамота Министерства культуры, охраны памятников и спорта Грузии;
- Благодарственные письма от Управления культуры города Красноярска, города Владивостока, Удмуртской республики;
- «Награда Национального цирка Украины»;
- Орден «Золотая Звезда Служение Искусству»;
- Заслуженный артист Грузии;
- Заслуженный артист России;
- Победитель в номинации «Лучшее цирковое шоу года» Международной цирковая премии «Мастер» 2015 год;
- Обладатель «Золотого клоуна» 43-го Международного циркового фестиваля в Монте-Карло;
- Гран-при Международного циркового фестиваля «Чито де Латина» 2016 год;
- Гран-при Международного циркового фестиваля «Принцесса цирка» 2016 год;
- Гран-при Международного циркового фестиваля «Чито де Латина» 2019 год.